# Holigarna nigra
Holigarna nigra là một loài thực vật có hoa trong họ Đào lộn hột. Loài này được Bourd. mô tả khoa học đầu tiên năm 1904.

## Hình ảnh

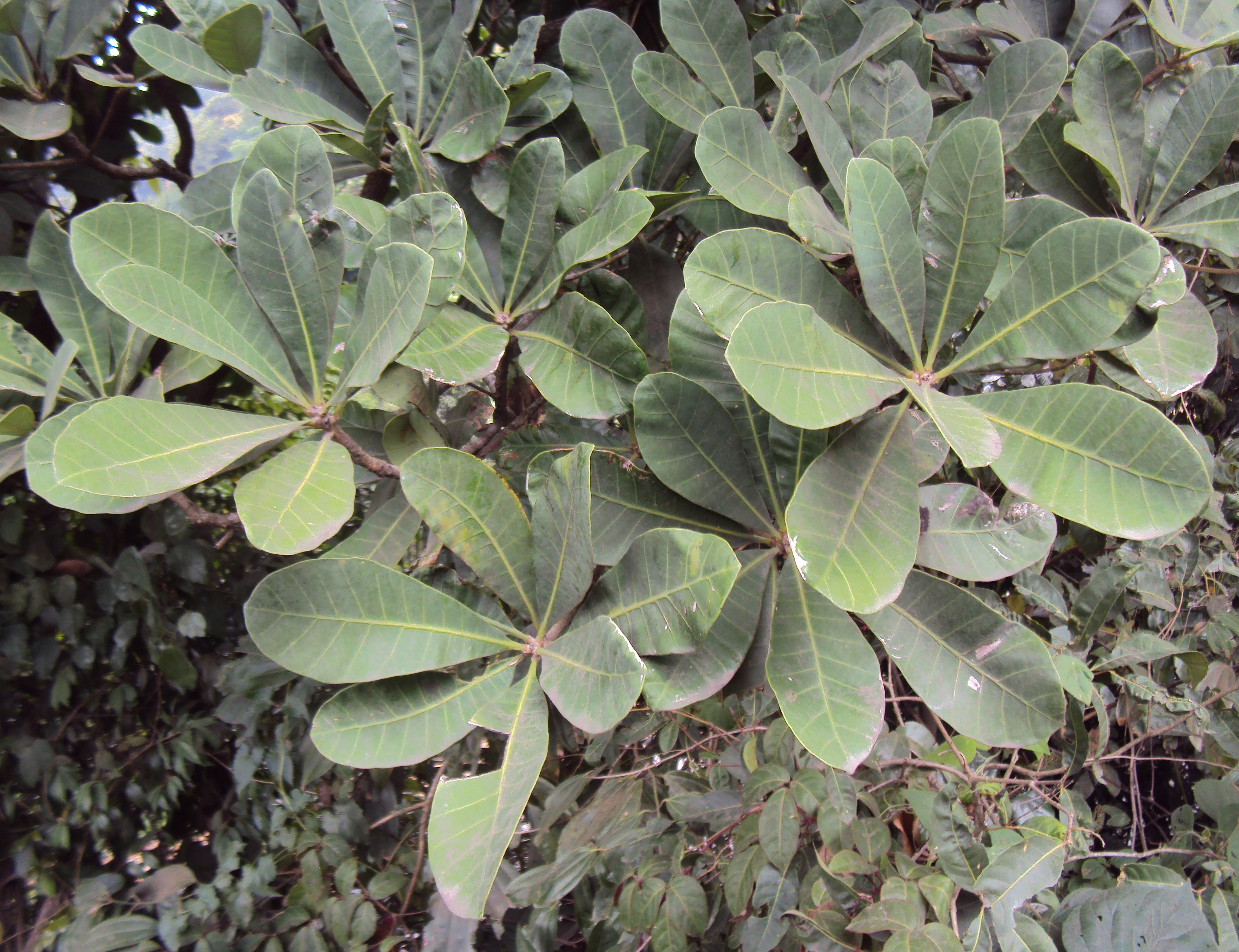
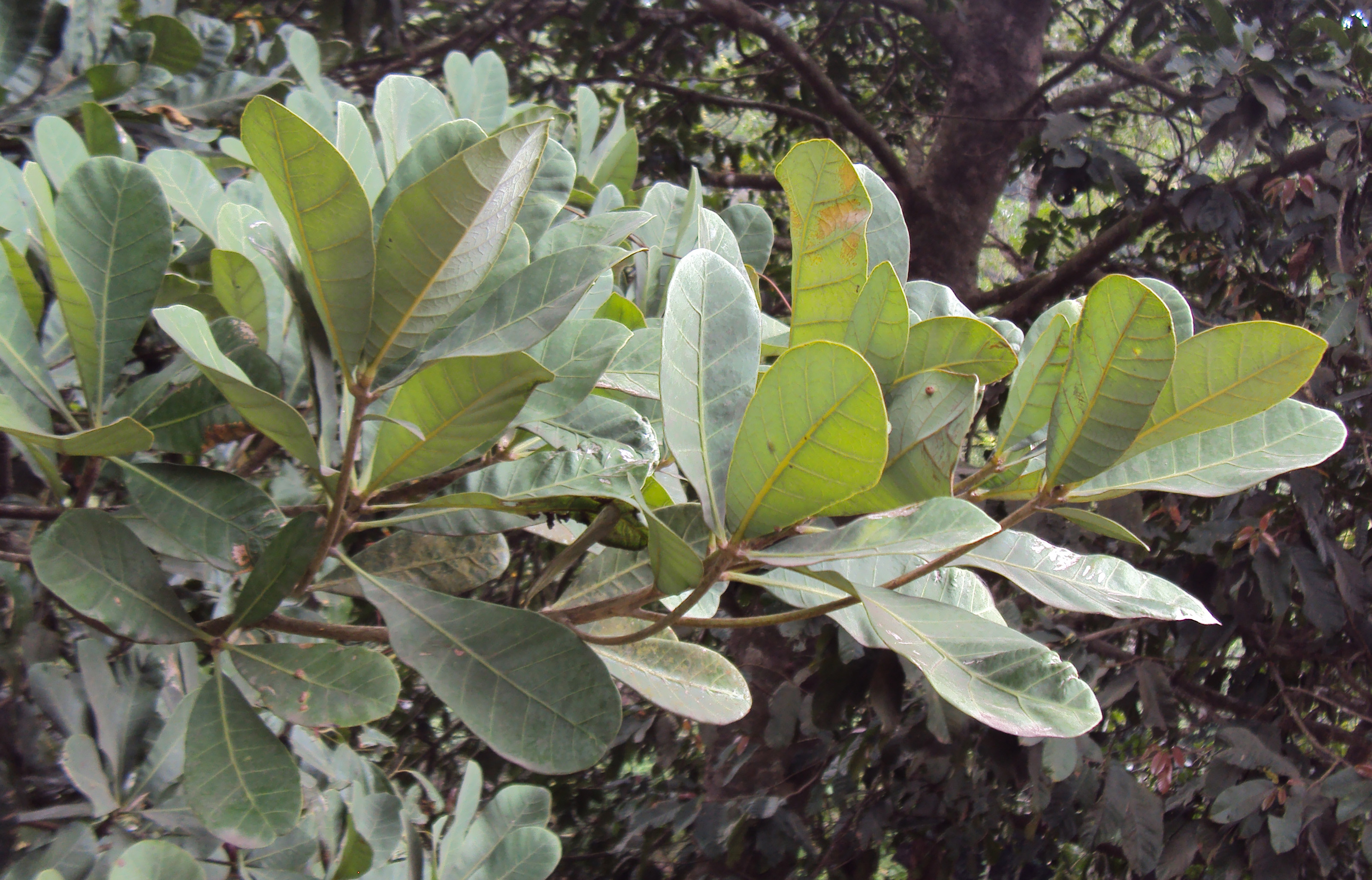
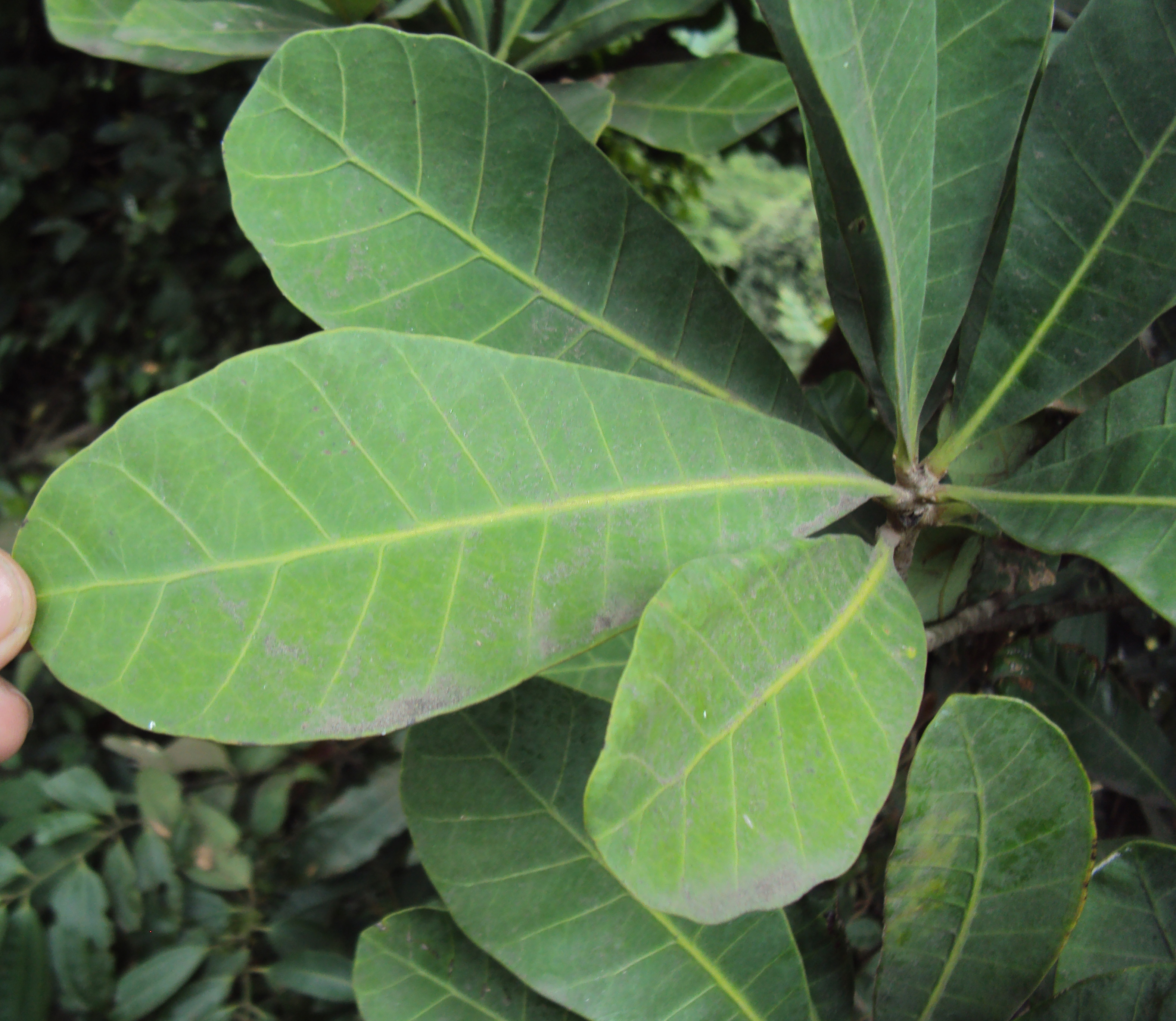
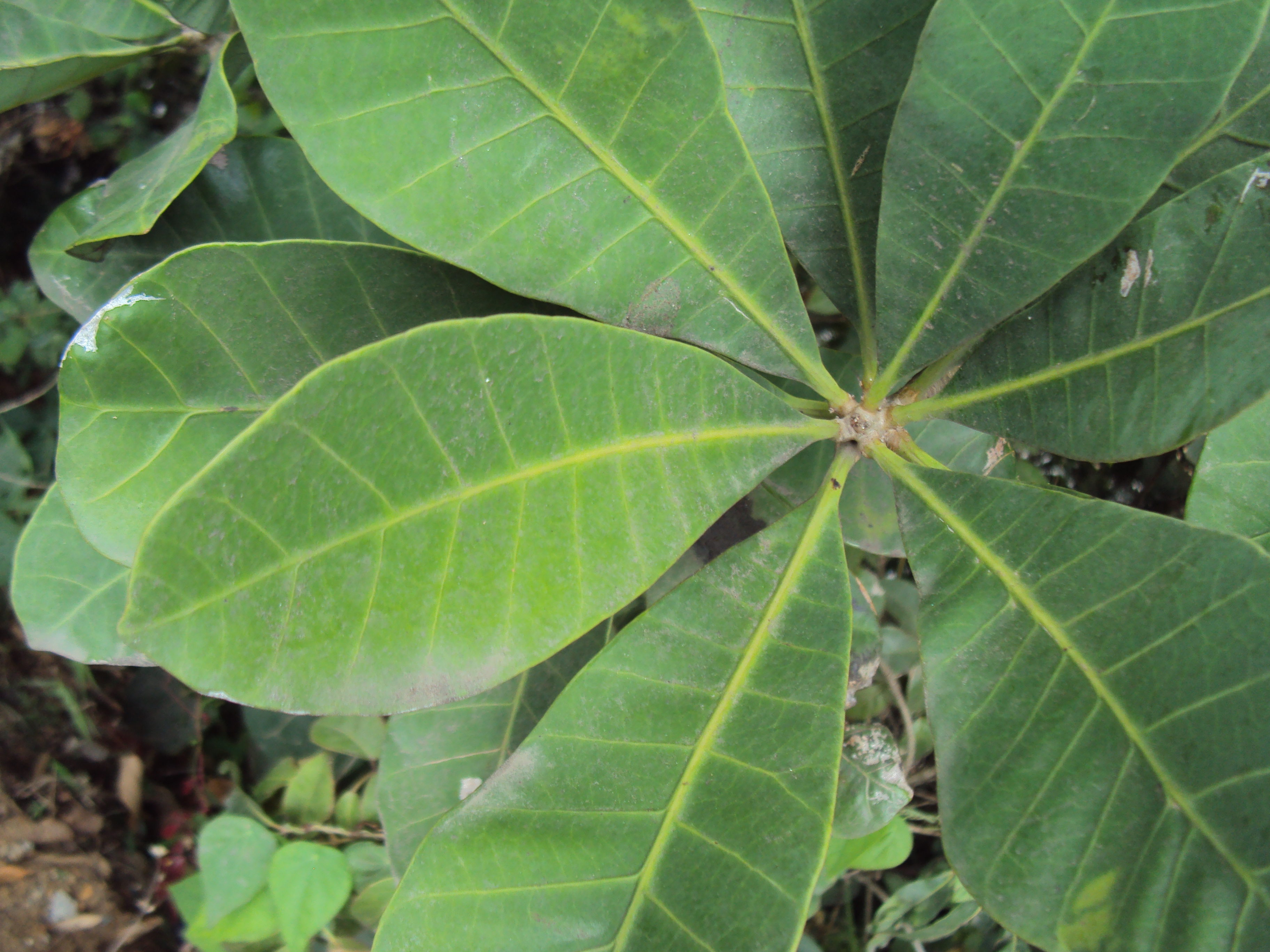